# Oční stíny

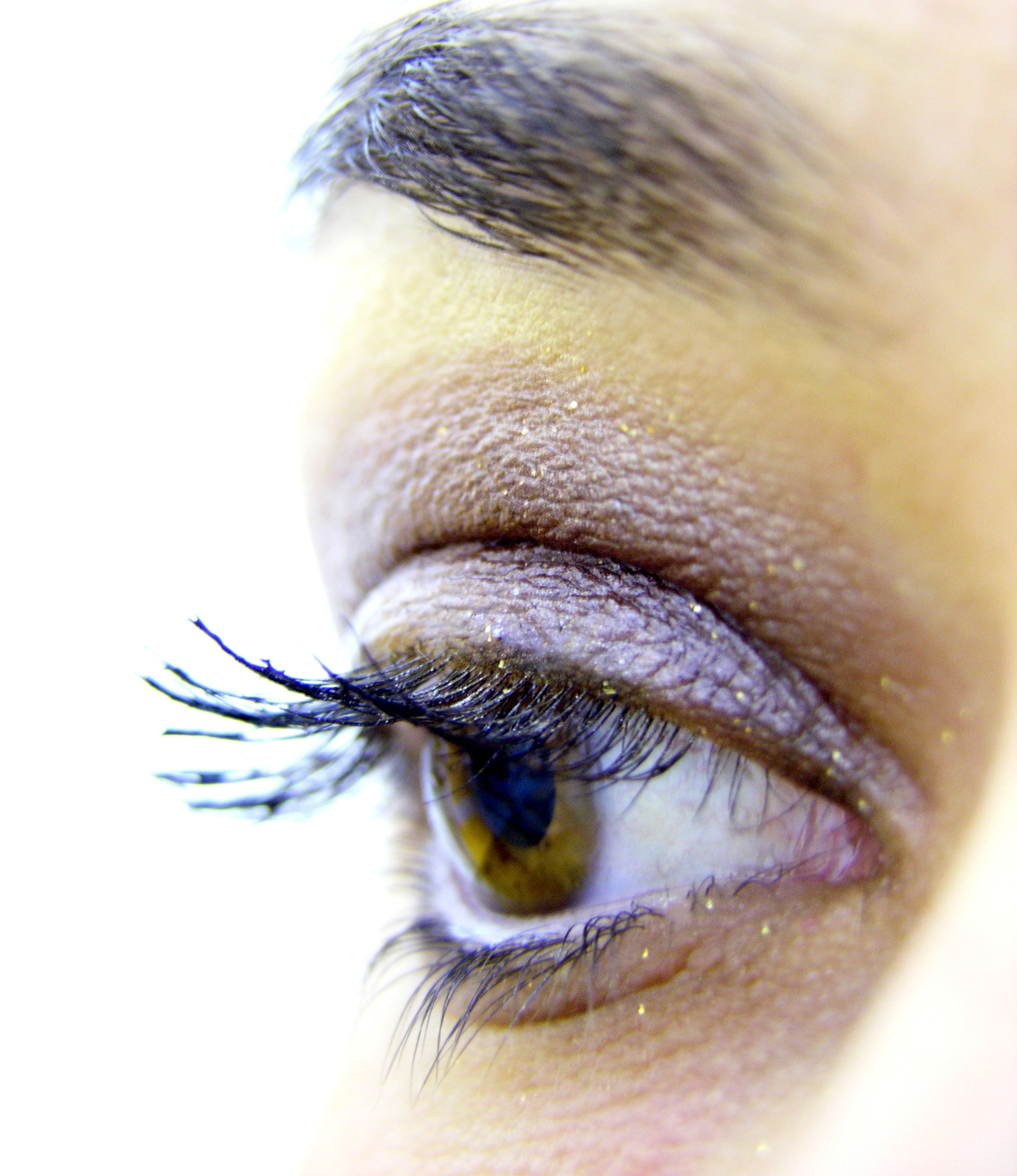
Nalíčené oko

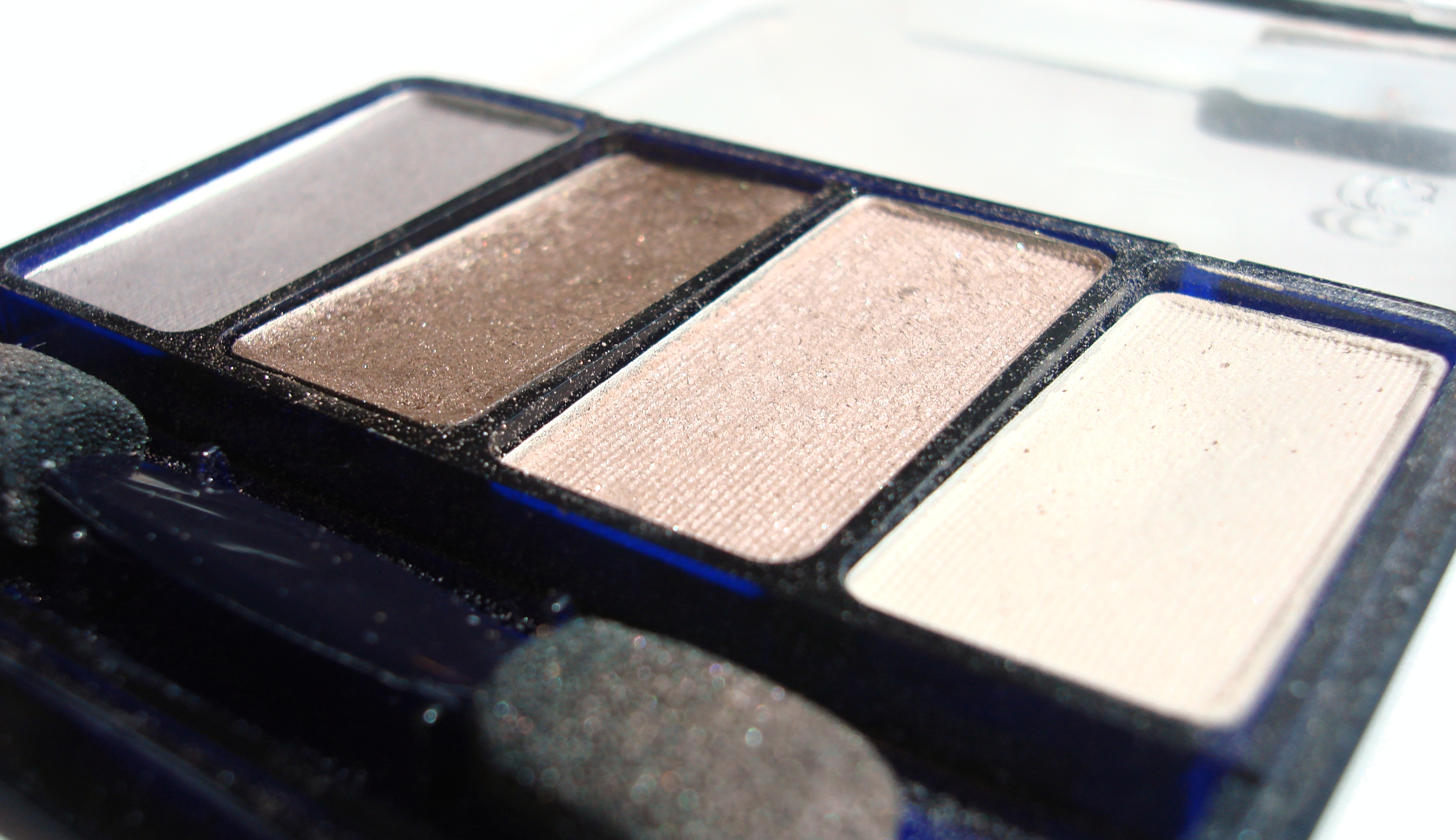
Hnědá škála očních stínů

Oční stíny je druh kosmetického výrobku, který se nanáší do okolí očí za účelem jejich zvýraznění a zkrášlení. Jedná se o barevné prášky, které jsou nanášeny malým polštářkem na kůži okolo očí, na oční víčko a lícní kosti. Barvy těchto prášků nejsou nikterak omezeny a jsou vyráběny v celé škále barev.
Oční stíny se často doplňují s používáním řasenky pro zvýraznění řas a spolu s rtěnkou pro vytvoření celkového makeupu obličeje. Pro odstraňování líčidla se používá odličovací polštářek a krém, kterým se stírá nanesená barva z kůže.
Oční stíny se skládají nejčastěji z pevných látek jako pudru, rozdrcené slídy či grafitu. Jejich používání je celosvětově rozšířeno mezi oběma pohlavími. Nejčastěji je ale využíván ženami a to jak v každodenním životě tak i při slavnostních příležitostech. Tyto produkty nabízí mnoho světových značek ( Maybeline, Catrice, Urban Decay, aj.)